# Referendum über die Assoziation mit den Vereinigten Staaten in Palau im Februar 1986
Das dritte Referendum über die Assoziation mit den Vereinigten Staaten (Third Referendum on the Compact of Free Association) wurde am 21. Februar 1986 in Palau durchgeführt, nachdem die zwei vorhergehenden Referenden (1983, 1984) zum Compact of Free Association (COFA, Assoziierungsvereinbarung mit den Vereinigten Staaten) nicht die erforderlichen 75 % Zustimmung erhalten hatten. Die Stimmberechtigten wurden gefragt, ob sie dem Compact of Free Association zwischen Palau und den Vereinigten Staaten, welches am 10. Januar 1986 unterzeichnet worden war, zustimmen könnten. 72,2 % der Stimmberechtigten stimmten zu, die Wahlbeteiligung lag bei 71,3 %.

## Ergebnisse
| Wahl                      | Stimmen | %    |
| ------------------------- | ------- | ---- |
| Dafür                     | 5.079   | 72,2 |
| Dagegen                   | 1.957   | 27,8 |
| Ungültig/nicht abgestimmt | 31      | -    |
| Gesamt                    | 7.067   | 100  |
| Source: Nohlen et al.     |         |      |